# Káposzta Benő
Káposzta Benő  (Budapest, 1942. június 7. – 2025. augusztus 11.) magyar válogatott labdarúgó, jobbhátvéd. Felesége Schlégl Gyöngyi röplabdázó, edző.

## Pályafutása

### Újpesti Dózsa
Az Újpesti Dózsa csapatában kezdte a labdarúgást, ahol jobbhátvédként szerepelt. Az 1959–60-as idényben debütált, ahol egy mérkőzésen szerepelt a bajnokcsapatban. A következő idénytől stabil kezdőjátékossá vált. Az Újpesti Dózsával hatszoros magyar bajnok, négyszeres ezüstérmes és háromszoros bronzérmes, továbbá kétszeres MNK-győztes volt. Tagja volt az 1969-es VVK-döntős csapatnak, amely alulmaradt a Newcastle United ellen. 1974-ben az Újpestnél fejezte be aktív pályafutását, ahol 272 bajnoki mérkőzésen hét gólt szerzett.

### Válogatott
Pályafutása során tizenkilencszer szerepelt a válogatottban. Tagja volt az 1964-es tokiói olimpiára utazó keretnek, de mivel egy mérkőzésen se szerepelt, így olimpiai aranyérmet nem szerzett. Játszott az 1966-os angliai világbajnokságon szereplő válogatottban, többek között a brazil válogatott elleni győztes mérkőzésen is.

## Sikerei, díjai

### Újpesti Dózsa
- Magyar bajnokság
  - bajnok: 1959–1960, 1969, 1970-tavasz, 1970–1971, 1971–1972, 1972–1973
  - 2.: 1960–1961, 1961–1962, 1967, 1968
  - 3.: 1962–1963, 1965
- Magyar kupa (MNK)
  - győztes: 1969, 1970
- Kupagyőztesek Európa-kupája (KEK)
  - elődöntős: 1961–1962
- Vásárvárosok kupája (VVK)
  - döntős: 1968–1969

### Válogatott
- Világbajnoki 6.: Anglia, 1966

## Statisztika

### Mérkőzései a válogatottban
| Magyarország | Magyarország         | Magyarország                   | Magyarország  | Magyarország | Magyarország  | Magyarország       | Magyarország | Magyarország |
| #            | Dátum                | Helyszín                       | Hazai         | Eredmény     | Vendég        | Kiírás             | Gólok        | Esemény      |
| ------------ | -------------------- | ------------------------------ | ------------- | ------------ | ------------- | ------------------ | ------------ | ------------ |
|              | 1964. április 15.    | Göteborg                       | Svédország    | 2 – 2        | Magyarország  | olimpiai selejtező | -            |              |
|              | 1964. április 29.    | Palma de Mallorca              | Spanyolország | 1 – 2        | Magyarország  | olimpiai selejtező | -            |              |
|              | 1964. május 6.       | Budapest, Népstadion           | Magyarország  | 3 – 0        | Spanyolország | olimpiai selejtező | -            |              |
| 1.           | 1966. május 3.       | Chorzów, Stadion Śląski        | Lengyelország | 1 – 1        | Magyarország  | barátságos         | -            |              |
| 2.           | 1966. május 8.       | Zágráb, Maksimir Stadion       | Jugoszlávia   | 2 – 0        | Magyarország  | barátságos         | -            |              |
| 3.           | 1966. június 5.      | Budapest, Népstadion           | Magyarország  | 3 – 1        | Svájc         | barátságos         | -            |              |
| 4.           | 1966. július 13.     | Manchester, Old Trafford (ENG) | Portugália    | 3 – 1        | Magyarország  | vb-csoportkör      | -            |              |
| 5.           | 1966. július 15.     | Liverpool, Goodison Park (ENG) | Magyarország  | 3 – 1        | Brazília      | vb-csoportkör      | -            |              |
| 6.           | 1966. július 20.     | Manchester, Old Trafford (ENG) | Magyarország  | 3 – 1        | Bulgária      | vb-csoportkör      | -            |              |
| 7.           | 1966. július 23.     | Sunderland, Roker Park (ENG)   | Szovjetunió   | 2 – 1        | Magyarország  | vb-negyeddöntő     | -            |              |
| 8.           | 1966. szeptember 7.  | Rotterdam, Feijenoord Stadion  | Hollandia     | 2 – 2        | Magyarország  | Eb-selejtező       | -            |              |
| 9.           | 1966. szeptember 21. | Budapest, Népstadion           | Magyarország  | 6 – 0        | Dánia         | barátságos         | -            |              |
| 10.          | 1966. szeptember 28. | Budapest, Népstadion           | Magyarország  | 4 – 2        | Franciaország | barátságos         | -            |              |
| 11.          | 1967. április 23.    | Budapest, Népstadion           | Magyarország  | 1 – 0        | Jugoszlávia   | barátságos         | -            |              |
| 12.          | 1967. szeptember 6.  | Bécs, Práter-stadion           | Ausztria      | 1 – 3        | Magyarország  | barátságos         | -            |              |
| 13.          | 1967. szeptember 27. | Budapest, Népstadion           | Magyarország  | 3 – 1        | NDK           | Eb-selejtező       | -            |              |
| 14.          | 1967. október 29.    | Lipcse, Zentralstadion         | NDK           | 1 – 0        | Magyarország  | Eb-selejtező       | -            |              |
| 15.          | 1969. május 25.      | Budapest, Népstadion           | Magyarország  | 2 – 0        | Csehszlovákia | vb-selejtező       | -            |              |
| 16.          | 1969. június 8.      | Dublin, Lansdowne Road         | Írország      | 1 – 2        | Magyarország  | vb-selejtező       | -            |              |
| 17.          | 1969. június 15.     | Koppenhága, Idrætspark         | Dánia         | 3 – 2        | Magyarország  | vb-selejtező       | -            |              |
| 18.          | 1969. szeptember 14. | Prága, Stadion Letná           | Csehszlovákia | 3 – 3        | Magyarország  | vb-selejtező       | -            |              |
| 19.          | 1969. szeptember 24. | Stockholm, Råsunda Stadion     | Svédország    | 2 – 0        | Magyarország  | barátságos         | -            |              |
|              | Összesen             |                                |               | 19           | mérkőzés      |                    | 0            | gól          |